# Mysidia harmonia
Mysidia harmonia är en insektsart som beskrevs av Broomfield 1985. Mysidia harmonia ingår i släktet Mysidia och familjen Derbidae. Inga underarter finns listade i Catalogue of Life.